# Aleksandra Szczygłowska
Aleksandra Szczygłowska est une joueuse polonaise de volley-ball née le 22 mars 1998 à Elbląg. Elle joue au poste de libero. Durant la saison 2018/2019, elle joue pour l'UNI Opole.